# Itunes Store

Itunes Store.

Itunes Store (ofta skrivet iTunes Store i kommersiellt syfte) är en försäljningstjänst från Apple som säljer digital musik över internet via programvaran Itunes för Mac OS- och Windows-baserade datorer, men sedan september 2007 även via Iphone och Ipod touch under namnet Itunes Wi-Fi Store. Den internetbaserade affären började sin försäljning i USA 28 april 2003 under namnet Itunes Music Store, och har sedan dess varit den dominerande musiktjänsten på internet. Affären marknadsför även Apples Ipod. Den 10 maj 2005 kom tjänsten även till de skandinaviska länderna. 
Musikfilerna är MPEG-4-filer kodade med AAC (256 kbit/s) i stereo. Sedan 7 april 2009 säljs all musik utan DRM-skydd under namnet Itunes Plus.
Den 12 oktober 2005 utökades tjänsten i USA med försäljning av TV-serier, kortfilmer och musikvideor som går att spela i datorer och i nyare modeller av Ipod och Iphone. I USA började affären den 12 september 2006 även att sälja långfilmer och spel till Ipod och namnet ändrades då från Itunes Music Store till Itunes Store. Den 27 september 2011 meddelade Apple också att man har börjat sälja och hyra ut långfilmer på den europeiska marknaden, och därmed även i Sverige. 
Apple meddelade i januari 2009 att Itunes Store hade sålt sex miljarder låtar och att man säljer – eller alternativt hyr ut – runt 50 000 filmer dagligen.

## Live Session – Itunes-exklusiva EP-skivor
"Live Session" är en serie livealbum och live-EP:er som ges ut exklusivt i digital version genom Itunes Store. Artister som givit ut skivor med denna titel är bland andra Papa Roach, Imogen Heap, Tori Amos, Goldfrapp, Nelly Furtado, Lifehouse och Billy Talent.

## App Store

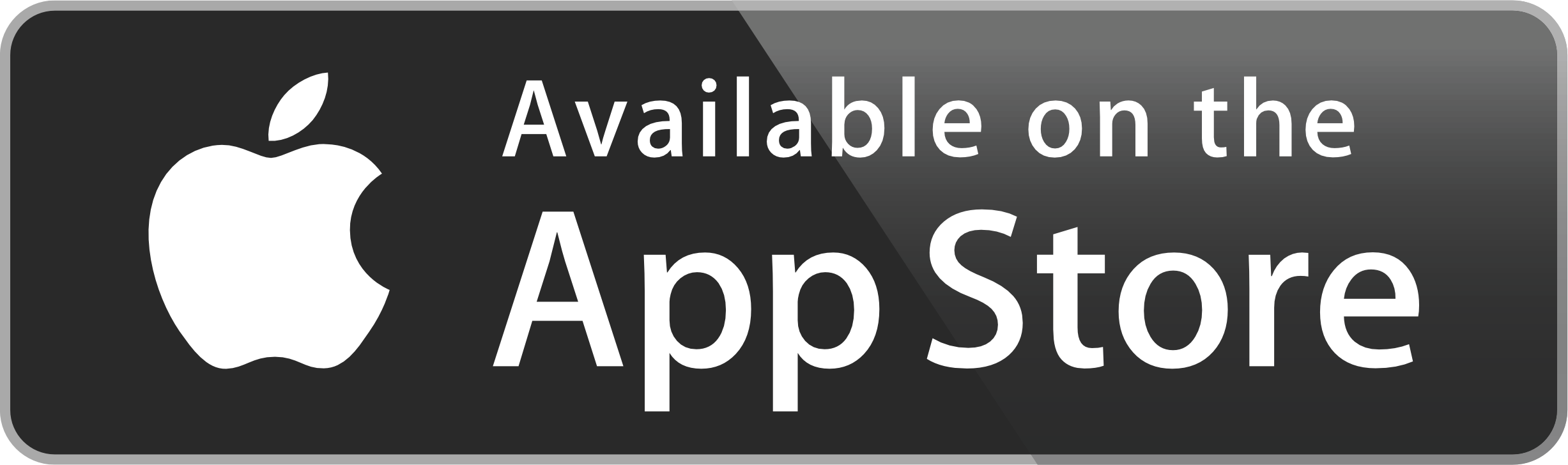
Den svartfärgade symbolen för att tala om när en app är tillgänglig på App Store.

App Store är en avdelning i Itunes Store för försäljning av appar (tillämpningsprogram och spel) till Apples portabla Ipod touch-, Ipad- och Iphone-serier. App Store lanserades av Apple i samband med releasen av Iphone 3G den 11 juli 2008. Tre dagar efter lansering hade appar laddats ned 10 miljoner gånger.